# Lac Albert (Australie-Méridionale)
Le lac Albert est théoriquement un lac d'eau douce, situé près de l'embouchure du fleuve Murray en Australie-Méridionale. Il est rempli par de l'eau venant du lac Alexandrina près de la localité de Narrung. Il est séparé au sud par la péninsule Narrung de la lagune. La seule ville sur le lac est Meningie. 
En raison de l'absence d'importants affluents et d'un fort taux d'évaporation, le lac Albert est beaucoup plus salé que le lac Alexandrina. 
En 2008, les niveaux d'eau dans le lac Alexandrina et le lac Albert sont devenus si bas que de grandes quantités de sols couverts de sulfates acides commencent à se former. 
Le lac a été nommé d'après le Prince Albert de Saxe-Cobourg-Gotha mari de la reine Victoria. 
Avec le lac Alexandrina, le lac Albert est reconnu site Ramsar depuis le 11 janvier 1985. 